# Обсерваторія Хакос
Обсерваторія Хакос — астрономічна обсерваторія, заснована в 1999 році в Хакосі, Намібія на території приватної ферми вихідців німецького походження з Європи. Обсерваторія входить до складу Міжнародної аматорської обсерваторії (Internationale Amateur-Sternwarte).

## Інструменти обсерваторії
- 50-см Кассегрена (F/9)
- 50-см Ньютон (F/3,7)
- Celestron С14 (35 см, f/11)
- 17,5-дюймовий Добсон
- Селестрон 11-дюймів (D=28см, F=2800мм)
- Епсилон Такахасі (D=160мм, f/3.3)

## Напрямки досліджень
- Астрофотографія
- Спостереження і пошук малих тіл Сонячної системи
- Спостереження змінних зірок
- Спектроскопія
- Фотографічні спостереження комет

## Цікаві факти
- Поруч з обсерваторією Хакос розташовується обсеваторія Гамсберг, так само входить в Міжнародну Любительську Обсерваторію.